# Piraí
Piraí is een gemeente in de Braziliaanse deelstaat Rio de Janeiro. De gemeente telt 26.114 inwoners (schatting 2009).
De gemeente grenst aan Barra do Piraí, Itaguaí, Mendes, Paracambi, Pinheiral, Rio Claro en Volta Redonda.

## Geboren
- Luiz Fernando Pezão (1955), gouverneur van Rio de Janeiro